# Détresse (film, 1925)
Pour les articles homonymes, voir Détresse.

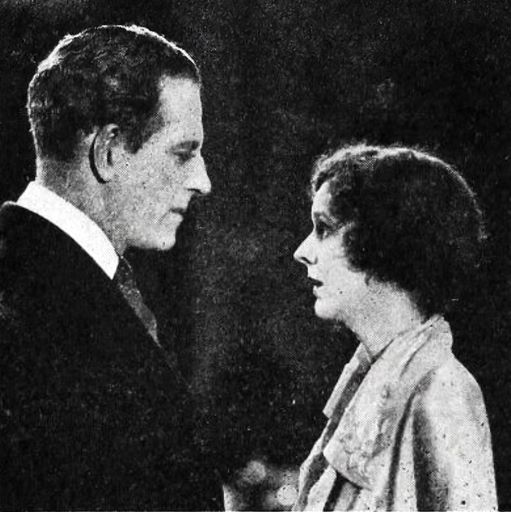
Extrait du film

Détresse (That Royle Girl) est un film américain réalisé par D. W. Griffith et sorti en 1925.

## Fiche technique
- Titre : Détresse
- Titre original : That Royle Girl
- Réalisation : D. W. Griffith
- Scénario : Paul Schofield d'après un roman d'Edwin Balmer
- Production : Famous Players--Lasky
- Photographie : Harry Fischbeck, Harold S. Sintzenich
- Lieu de tournage : Chicago
- Distribution : Paramount Pictures
- Montage : James Smith
- Durée : 114 minutes
- Date de sortie : 
  - États-Unis : 7 décembre 1925

## Distribution
- Carol Dempster : Joan Daisy Royle
- W. C. Fields : son père
- James Kirkwood Sr. : Calvin Clarke
- Harrison Ford : Fred Ketlar
- Paul Everton : George Baretta
- Kathleen Chambers : Adele Ketlar
- George Regas : son homme de main
- Florence Auer : Baretta's Girl
- Ida Waterman : Mme. Clarke
- Dorothy Love : Lola Nelson
- Dore Davidson : Elman
- Frank Allworth : Oliver
- Bobby Watson : Hofer